# Haykanoush Danielyan
Haykanoush Danielyan, Հայկանուշ Դանիելյան (Armenia, 3 de diciembre de 1893 - 19 de abril de 1958), fue una actriz y soprano armenia, primera mujer armenia ganadora del título de Artista de la Unión Soviética en 1939.

## Trayectoria
Es conocida por la película Armenian Film-Concert de 1941.

Desde 1932 fue cantante solista en la Ópera de Ereván.
Fue miembro del Partido Comunista de la Unión Soviética a partir de 1941.
Fue miembro del parlamento del Sóviet Supremo de la Unión Soviética entre 1946 y 1950.
Fue miembro del Parlamento del República Socialista Soviética de Armenia.
En su honor existe una estampilla con su retrato.
Fue profesora en el Conservatorio Estatal Komitas de Ereván entre 1941 y 1951.
La Escuela de Arte de Nor Nork en Ereván lleva su nombre.

## Premios y reconocimientos
- Artista del pueblo de la URSS (artes escénicas) (1939).
- Premio Stalin.
- Orden de Lenin.
- Orden de la Bandera Roja del Trabajo.
- Orden de la Guerra Patria 1941 -1945.